# Petru Șchiopul
Petru al VI-lea Șchiopul (n. 1537 – d. 1 iulie 1594, Bozen, Monarhia Habsburgică) a fost un domn al Moldovei. A domnit de patru ori, un "record" ne-egalat ulterior în istoria Principatelor Române.
Cele patru domnii, documentate la zi, lună și an au durat conform datelor de mai jos.
1. Prima domnie: 11 iunie 1574 – 18 noiembrie 1577;
2. A doua domnie: 13 martie 1578 – 2 decembrie 1579
3. A treia domnie: 31 decembrie 1582 – 9 februarie 1591
4. A patra domnie: 17 octombrie 1582 – 9 august/19 august 1591

## Familie

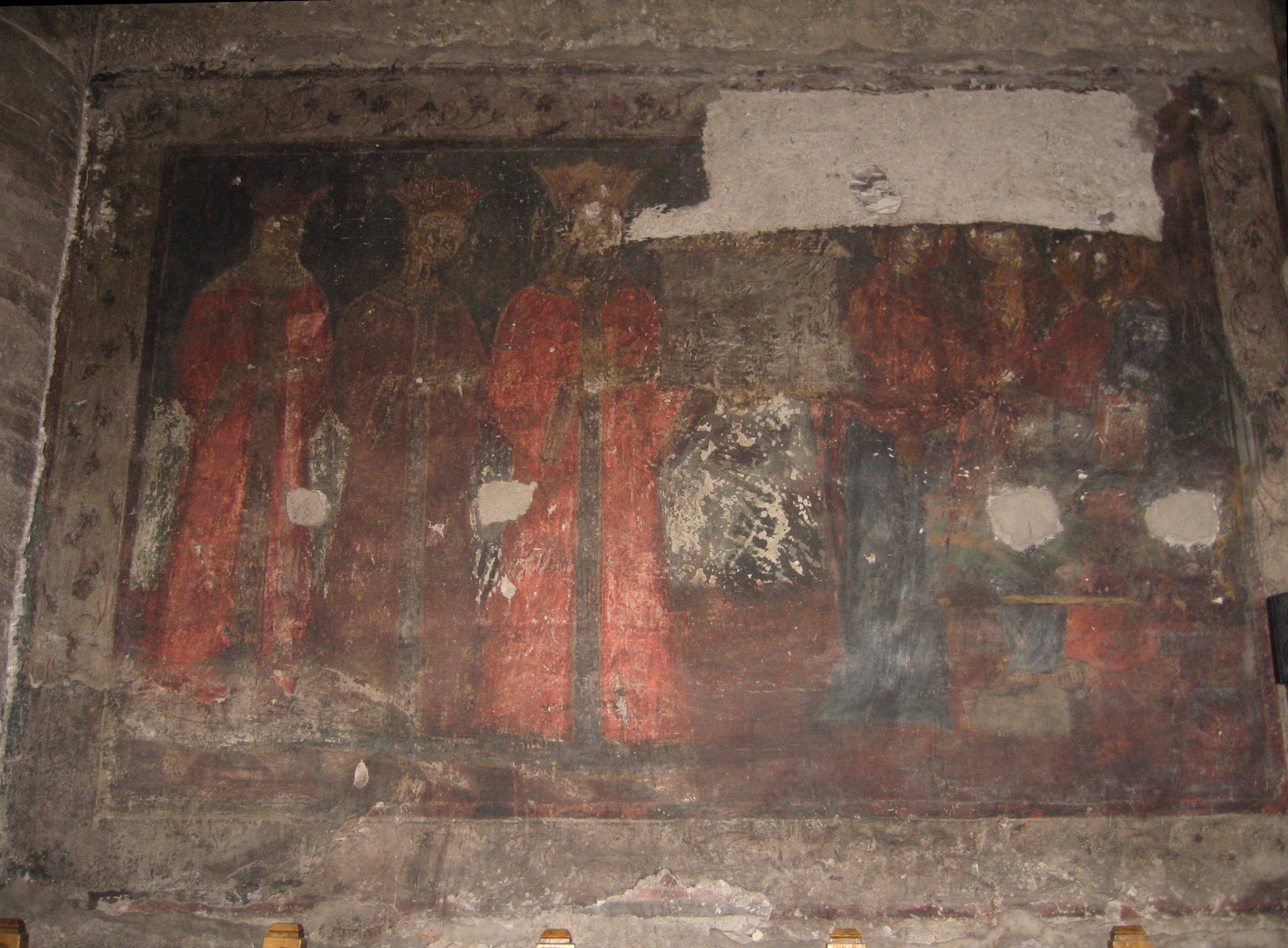
Tabloul votiv în care sunt reprezentaţi domnitorul Petru Şchiopul, soţia sa Maria şi fiica sa, Maria, Mănăstirea Galata din Iași

S-a născut în 1537, ca fiu al lui Mircea al III-lea, voievod al Munteniei și al Mariei Despina. A fost nepot al lui Mihnea cel Rău al Munteniei.
Petru Șchiopul a fost căsătorit prima dată cu Maria Amiralis din Rodos și au avut împreună doi copii. Un fiu, Vlad, mort de tânăr și o fiică, Maria, căsătorită cu spătarul de origine greacă, Zottu Tzigara.
Petru se căsătorește la 17/29 ianuarie 1591, în Mănăstirea Galata cu Irina Botezata. Împreună au avut un fiu, Ștefan (1584–1602).

## Domnitor de patru ori
A fost primul din familia Basarabilor domnitoare în Muntenia care a urcat pe tronul moldovenesc al Mușatinilor. Domnia lui a fost tulburată de o mulțime de pretendenți: Ioan Potcoavă, apoi frații acestuia, Alexandru Potcoavă, Petru și Constantin. Ioan și Alexandru, frați după mamă cu Ioan Vodă cel Viteaz, i-au întrerupt chiar domnia. Petru reușește să-i alunge pe toți mai ales cu ajutorul turcilor. Însuși polonezul Laski se gândea la tronul Moldovei în acea perioadă.

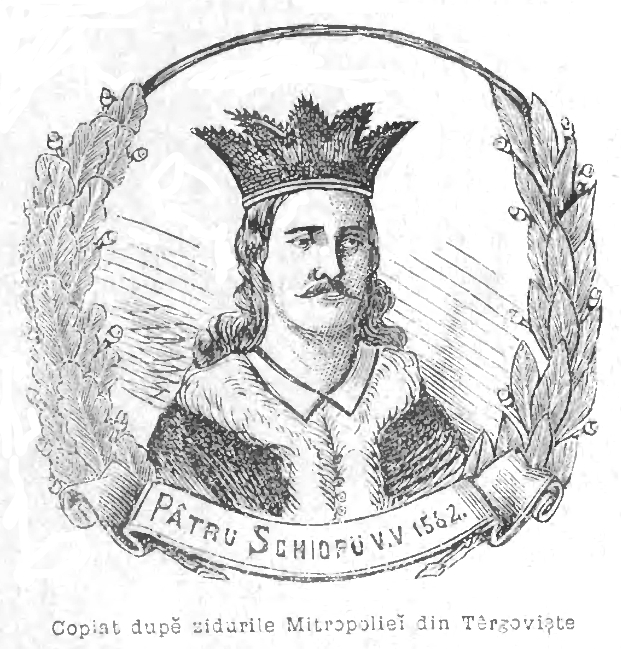
Petru Șchiopul - litografie publicată de Dimitrie Papazoglu în anul 1891 după fresca de la Mitropolia din Târgoviște

Totuși, Petru nu a pierdut domnia decât după ce Iancu Sasul a oferit turcilor daruri mai mari decât el. Atunci a fost exilat la Alep, în 1579. După uciderea lui Iancu Sasul, la Liov, câștigă din nou domnia. Ajunge să aibă mare influență asupra lui un aventurier albanez, Bartolomeo Brutti, care urmărea convertirea Moldovei la catolicism, ținea corespondența cu Papa și câștigase pentru cauza sa o parte dintre boieri. Iezuiții au trimis atunci o misiune cu scopul nedeclarat de a converti poporul. Deși au mizat pe influența lui Brutti, după ani de prospectare, în 1588, raportul primei misiuni iezuite în Moldova era dezamăgitor pentru mai marii ordinului: "Și totuși nu pătrunzi în sufletul poporului, mai mult șiret decât simplu".
Tot Brutti se pare că i-a dat lui Petru ideea de a se gândi la tronul Poloniei și tot la îndemnul lui a cerut acesta în 1589 domnia pentru fiul său minor, Ștefan.
Mai târziu însă, fiind bolnav și expus mazilirii, Petru a abandonat tronul, a plecat în Polonia de unde a trecut în Austria și s-a stabilit la Tirol, unde a și murit în vara anului 1594. Este înmormântat în orașul Bolzano (Bozen) din Tirol, lângă biserica franciscanilor. În exilul său autoimpus, alături de portretul său și al fiului său, îl luase și pe cel al strămoșului său Vlad Țepeș (tabloul a ajuns ulterior la muzeul castelului Ambras din Tirol).
La porunca și îndemnul său, călugărul Azarie a continuat opera lui Macarie de redactare a cronicii țării, în slavonă. Dar Petru a fost și un promotor al limbii române, el fiind primul domnitor de la care ne-au rămas documente în limba româna. Mănăstirea Galata din Iași este ctitoria lui (1583).
Petru a luat măsuri de stimulare a agriculturii și comerțului, prin atragerea în țară a cât mai multor negustori străini. La 27 august 1588 le este acordat negustorilor englezi un privilegiu comercial prin care aceștia plăteau doar 3% taxă, față de 12% cât ceilalți negustori. Înțelegerea a fost semnată cu William Harborne, fostul ambasador englez la Constantinopol. Pentru a stăvili într-un fel haosul financiar, Petru a dispus și întocmirea unui catastih privind categoriile de contribuabili. Terminat la 20 februarie 1591, acest catastih este cel mai vechi izvor statistic, demografic și fiscal cunoscut până azi despre Moldova.
Prin nunta de la Tecuci, 10 iunie 1587, dintre nepotul său Vlad și Velica, nepoata lui Mircea Ciobanul al Munteniei, la care a participat și nepotul său Mihnea al II-lea Turcitul care era atunci pe tronul Munteniei, Petru a reușit să facă pace între "Mihneștii" și "Mirceștii" din dinastia Basarabilor a Munteniei.

Patriarhul Ecumenic Ieremia al II-lea al Constantinopolului notează în 1588 despre Petru Șchiopul: 
„Era un om dulce la cuvânt, sever la purtări, îndemânatic la fapte, știa limba turcească, cea grecească și cea românească ... și nu numai aceste daruri le avea, dar era foarte încercat la orice meșteșug și la litere și-i plăcea de oamenii învățați, și-i întreba în tot chipul despre astronomie, despre zodii și alte lucruri subțiri. Îi plăcea mult de cântăreți și avea un preot cu meșteșug, îndemânatec”
.